# Engelse Scheepvaartwetten
De Engelse Scheepvaartwetten waren een reeks Engelse wetten die vanaf 1651 de scheepvaart door niet-Engelse schepen van en naar Engeland en de Engelse koloniën inperkten. Deze wetten veroorzaakten de Engels-Nederlandse Oorlogen en de Amerikaanse Revolutie.

## "Navigation Act"

### De wet van 1651
De eerste Scheepvaartwet (ook wel bekend onder de naam "Akte van Navigatie", naar het Engelse "Act of Navigation") werd goedgekeurd op 9 oktober 1651 door het parlement onder leiding van Oliver Cromwell. Hoewel gebaseerd op bestaand beleid, was het een reactie op het falen van Cromwell de Republiek der Zeven Verenigde Nederlanden te overtuigen zich bij het Engelse Gemenebest aan te sluiten om zo een puriteins machtsblok te vormen.
Deze wet verbood niet-Engelse schepen om goederen van buiten Europa naar Engeland te vervoeren, en verbood dan nog eens drie met name genoemde landen om enig goed naar Engeland te transporteren. Deze regels waren speciaal opgesteld om de superieure handelspositie van de Verenigde Provincies aan te tasten. Het sloot Nederland uit van de handel met Engeland. Dit leidde tot de Eerste Engels-Nederlandse Oorlog, waardoor de Nederlanden uiteindelijk na enkele tegenslagen gedwongen werden om deze wet te aanvaarden in het Verdrag van Westminster (1654). Dit verdrag verviel echter toen het concept van territoriale wateren werd ingevoerd.
Door de koloniën te dwingen goederen uit Azië, Afrika en Amerika via Engeland te betrekken, versterkte de Navigation Act de monopoliemacht van de East India Company en dreef hij de prijzen in de koloniën op in vergelijking met Londen, omdat er bijkomende tussenpersonen nodig waren.

### De wet van 1660
Na de restauratie van koning Karel II van Engeland in 1660 werd de oude Scheepvaartwet opnieuw door het Parlement aangenomen, nadat enkele verbeteringen waren gemaakt waardoor het toezien op de naleving eenvoudiger was. Deze Scheepvaartwet bepaalde dat alle schepen waarvan niet de eigenaar, de kapitein en minstens driekwart van de matrozen Brits onderdaan waren op straffe van verbeurdverklaring van schip en lading niet mochten varen op Groot-Brittannië of de Britse nederzettingen en koloniën. In 1663 werd een tweede scheepvaartwet, de zogenaamde Staple Act, goedgekeurd. Deze nieuwe wet legde zowel import als export van de koloniale handel aan banden en was bedoeld om Engeland tot een stapelmarkt van koloniale waren te maken. De Engelse kolonies werd verboden om rechtstreeks bepaalde goederen, zoals tabak, suiker en katoen uit te voeren naar niet-Engelse klanten. Ook werd in Engeland de verbouw van tabak verboden zodat de kroon geen inkomsten van invoerbelastingen zou mislopen. 
Deze twee nieuwe protectionistische wetten waren oorzaak van de Tweede Engels-Nederlandse Oorlog.
In 1609 kwam de Nederlandse rechtsgeleerde Hugo de Groot met een verweerschrift. Zijn Mare liberum werd in 1609 uitgegeven in Leiden door Elzevier. Het vormt nog steeds de grondslag voor de wetgeving aangaande de internationale wateren.

### Latere wetten
Een serie van vier wetten werd ingevoerd tussen 1662 en 1773, waardoor de handel met Engeland, en na 1707 ook met de Engelse kolonies, met verdere taxeringen en restricties werd belast.
De Molasses-wet van 1733 legde de suikerhandel met Haïti aan banden, waardoor de Engelse kolonies in Noord-Amerika gedwongen werden om de duurdere suiker van de Britse West-Indische kolonies te kopen. De wet werd dan ook vaak overtreden, maar hard optreden van de Britten tegen smokkelen leidde onder andere tot de Amerikaanse Revolutie.
De Scheepvaartwetten werden opgeheven in 1849, toen de Britse dominantie van de wereldzeeën het de natie toeliet om een laissez-faire politiek aan te nemen.
De Scheepvaartwetten pasten in de economische theorie van het mercantilisme. Velen, onder anderen de grondlegger van het liberalisme, Adam Smith, zagen deze wetten echter als een goed voorbeeld van tussenkomst van de staat. Hierdoor werd de Engelse vloot niet meer gehinderd door concurrentie en kon zich ontwikkelen tot de grootste van de wereld.

## Voetnoten
1. ↑  David Abulafia, The Boundless Sea. A Human History of the Oceans, 2019, p. 780